# Roberto Ferrari (cyclisme)
Pour les articles homonymes, voir Roberto Ferrari.

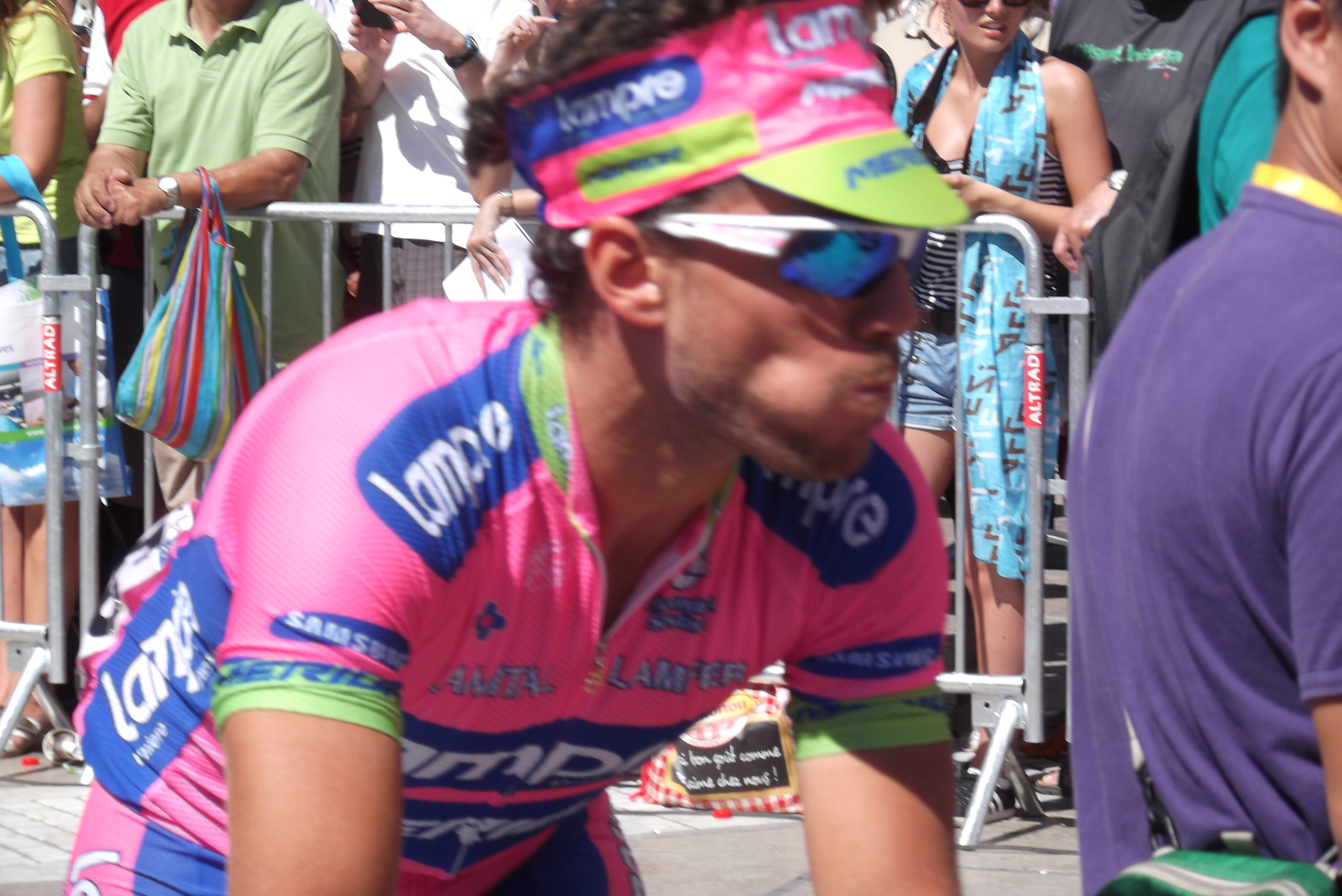
Roberto Ferrari pendant le Tour de France 2013.

Roberto Ferrari (né le 9 mars 1983 à Gavardo, dans la province de Brescia, en Lombardie) est un coureur cycliste italien, professionnel entre 2007 et 2019.

## Biographie
Roberto Ferrari commence sa carrière professionnelle en 2007 au sein de l'équipe Tenax. En 2008, il est membre de l'équipe LPR Brakes et obtient sa première victoire professionnelle en gagnant le prologue du Tour Ivoirien de la Paix. L'année suivante, il gagne le Memorial Marco Pantani.
En fin d'année 2009, l'équipe LPR disparaît. Avec dix de ses coéquipiers, ainsi que le directeur sportif Giovanni Fidanza, il rejoint la nouvelle équipe De Rosa-Stac Plastic. Il gagne le Grand Prix de Lugano, le Tour du Frioul et une étape du Brixia Tour.
En 2011, il rejoint l'équipe Androni Giocattoli. Il débute avec cette équipe au Tour de San Luis, dont il gagne deux étapes. Il se classe ensuite deuxième du Grand Prix de la côte étrusque, troisième d'une étape du Tour de Sardaigne. Lors de la Semaine internationale Coppi et Bartali en mars, il gagne le contre-la-montre par équipes avec ses partenaires, se classe troisième d'une étape et occupe pendant une journée la tête du classement général. Au Tour de Turquie, il est à nouveau deuxième d'étape. Il participe au Tour d'Italie, son premier grand tour. Il est troisième de la sixième étape et quatre fois quatrième d'étapes.
En début d'année 2012, au Tour de Taïwan, Roberto Ferrari gagne une étape, se classe deuxième de trois autres et termine sixième du classement général. De retour en Europe, il gagne la Route Adélie de Vitré et la Flèche d'Émeraude. Au Tour d'Italie, il prend la cinquième place de la deuxième étape. Le lendemain, en changeant de trajectoire durant le sprint final, il est à l'origine d'une chute important, impliquant notamment Mark Cavendish et Taylor Phinney, et qui lui vaut d'être déclassé. La semaine suivante, il remporte la onzième étape, à Montecatini Terme. Il prend ensuite la troisième place de la dix-huitième étape. En août, il est quatrième de la Coppa Bernocchi.
En 2013, Roberto Ferrari est recruté par l'équipe World Tour Lampre-Merida. Il reprend la compétition en Australie lors du Tour Down Under, où il est deuxième de la quatrième étape. Durant les mois suivants, il est quatrième d'étape de Tirreno-Adriatico, troisième d'étape du Tour de Romandie. Il dispute le Tour d'Italie, avec pour meilleur résultat la sixième place de la dernière étape. En juillet, il participe pour la première fois au Tour de France, où il est trois fois cinquième d'étapes. En août, il est deuxième de la Coppa Bernocchi, battu par Sacha Modolo. Il termine sa saison au Tour de Pékin, où il est deuxième d'étape.
En mars 2014, Ferrari est deuxième d'une étape du Tour de Catalogne, battu au sprint par Luka Mezgec. Lors du Tour d'Italie, il est six fois parmi les dix premiers d'étapes, et termine à la troisième place du classement par points. Il dispute le Tour d'Espagne, où il est notamment troisième de la deuxième étape, derrière Nacer Bouhanni et John Degenkolb.
En fin d'année 2014, son contrat est prolongé d'un an.
À la fin de la saison 2015, il prolonge de deux ans le contrat qui le lie à Lampre-Merida.
En 2017, il est sélectionné pour les championnats d'Europe de cyclisme sur route. Au mois d'août il prolonge de deux ans le contrat qui le lie à son employeur. 
Fin 2019, il met un terme à sa carrière de coureur.

## Palmarès et classements mondiaux

### Palmarès amateur
- 2004
  - 2e du Gran Premio della Possenta
- 2005
  - Gran Premio Comune di Castenedolo
  - Grand Prix de Roncolevà
  - Medaglia d'Oro Ottavio Bottecchia
  - 3e du Circuito dell'Assunta
  - 3e du Gran Premio Fiera del Riso
- 2006
  - Coppa San Geo
  - Gran Premio Brefer
  - La Popolarissima
  - Coppa Mario Menozzi
  - 2e étape du Tour du Frioul-Vénétie julienne
  - Trophée de la ville de Brescia
  - Circuito Città di San Donà
  - Grand Prix de la ville de Felino
  - Trofeo Pama Prefabbricati
  - Gran Premio Calvatone
  - 2e de l'Alta Padovana Tour
  - 2e de la Medaglia d'Oro Fiera di Sommacampagna
  - 3e du Trophée de la ville de Conegliano

### Palmarès professionnel
- 2008
  - Prologue du Tour ivoirien de la Paix
- 2009
  - Mémorial Marco Pantani
- 2010
  - Grand Prix de Lugano
  - Tour du Frioul
  - 5e étape du Brixia Tour
- 2011
  - 1re et 3e étapes du Tour de San Luis
  - 1reb étape de la Semaine internationale Coppi et Bartali (contre-la-montre par équipes)
  - 2e du Grand Prix de la côte étrusque
- 2012
  - 5e étape du Tour de Taïwan
  - Route Adélie de Vitré
  - Flèche d'Émeraude
  - 11e étape du Tour d'Italie
- 2013
  - 2e de la Coppa Bernocchi
- 2015
  - 3e du Grand Prix Bruno Beghelli
- 2016
  - 3e du Grand Prix de Lugano

### Résultats sur les grands tours

#### Tour de France
2 participations
- 2013 : 157e
- 2018 : 138e

#### Tour d'Italie
7 participations
- 2011 : 143e
- 2012 : 147e, vainqueur de la 11e étape
- 2013 : 150e
- 2014 : 144e
- 2015 : 133e
- 2016 : 132e
- 2017 : 150e

#### Tour d'Espagne
1 participation
- 2014 : 145e

### Classements mondiaux
| Année            | 2005 | 2006 | 2007 | 2008 | 2009 | 2010 | 2011 | 2012 | 2013 | 2014 | 2015 |
| ---------------- | ---- | ---- | ---- | ---- | ---- | ---- | ---- | ---- | ---- | ---- | ---- |
| UCI World Tour   |      |      |      |      |      |      |      |      | 129e | 122e | 203e |
| UCI Africa Tour  |      |      |      | 148e |      |      |      |      |      |      |      |
| UCI America Tour |      |      |      |      |      |      | 49e  |      |      |      |      |
| UCI Asia Tour    |      |      |      |      |      |      |      | 41e  |      |      |      |
| UCI Europe Tour  | 862e | 149e | 782e | 352e | 129e | 22e  | 133e | 50e  |      |      |      |